# Ibervillea sonorae
Ibervillea sonorae es una especie de plantas de guía y perenne perteneciente a la familia Cucurbitaceae. La especie es nativa del noroeste de México, localmente conocida con wareque, wereke o guareque. 

## Usos
En la medicina popular mexicana, el Ibervillea sonorae es una de las especies de plantas que se ha utilizado ampliamente para el tratamiento de una gran variedad de enfermedades. Las hojas se usan para el tratamiento de enfermedades de la piel, úlceras estomacales y las raíces y tubérculos para contrarrestar la diabetes mellitus. Estudios farmacológicos mostraron que las raíces tenían actividad hipoglicemiante temporales estadísticamente significativos en conejos sanos e hiperglicémicos y en ratones diabéticos. La fracción que mostró mayor actividad hipoglucémica estuvo compuesta por una mezcla de monoglicéridos y ácidos grasos. Por otra parte, no existen informes que documenten cuales son los componentes responsables de los efectos curativos de las hojas. Sin embargo, se sabe que otras especies Cucurbitaceae estrechamente relacionadas poseen compuestos de fenol, de modo que es probable que I. sonorae también contenga compuestos fenólicos que muestran actividad biológica. Los fenoles son metabolitos secundarios producidos en muchas plantas como mecanismo de defensa ante condiciones de estrés ambiental, como el ataque de patógenos, insectos, heridas, la luz ultravioleta y exposición a metales pesados, entre otros. Además, estos compuestos fenoles poseen una gran reactividad y muestran una amplia variedad de efectos biológicos, incluyendo antibacterianos, antinflamatorios, antialérgicos, hepato-protectores, antitrombóticos, antivirales, anticarcigenicos y actividades antioxidantes.